# 248-я штурмовая авиационная дивизия
248-я штурмовая авиационная Порт-Артурская дивизия (248-я шад) — соединение Военно-Воздушных сил (ВВС) Вооружённых Сил РККА штурмовой авиации, принимавшее участие в боевых действиях Великой Отечественной войны.

## Наименования дивизии
- 248-я авиационная дивизия

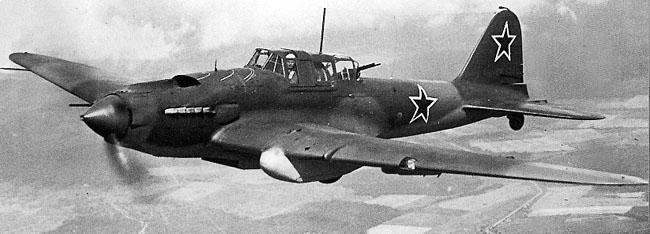
Ил-2

- 248-я смешанная авиационная дивизия
- 248-я штурмовая авиационная дивизия
- 248-я штурмовая авиационная Порт-Артурская дивизия
- 134-я штурмовая авиационная Порт-Артурская дивизия
- Полевая почта 10398

## Создание дивизии
248-я штурмовая авиационная дивизия сформирована Приказом НКО СССР 27 июля 1942 года.

## Переформирование дивизии
248-я штурмовая авиационная Порт-Артурская дивизия 20 января 1949 года переименована и получила наименование 134-я штурмовая авиационная Порт-Артурская дивизия.

## Расформирование дивизии
134-я штурмовая авиационная Порт-Артурская дивизия в 1955 году была расформирована в составе 54-й воздушной армии.

## В действующей армии
В составе действующей армии:
- с 9 августа 1945 года по 3 сентября 1945 года.

## Командир дивизии
| Звание       | Имя                           | Период                  | Примечание    |
| ------------ | ----------------------------- | ----------------------- | ------------- |
| Подполковник | Кучма Пётр Михайлович         | 27.07.1942 — 24.12.1942 | убыл на учёбу |
| Полковник    | Савельев Иван Борисович       | 21.12.1942 — 01.01.1947 |               |
| Полковник    | Большаков, Николай Михайлович | 01.01.1947 — 01.01.1949 |               |

## В составе объединений
| Дата          | Фронт (округ)                       | Армия                | Корпус                                  | Примечания |
| ------------- | ----------------------------------- | -------------------- | --------------------------------------- | ---------- |
| 27.07.1942 г. | Забайкальский фронт                 | ВВС фронта           | -                                       | -          |
| 15.08.1942 г. | Забайкальский фронт                 | 12-я воздушная армия | -                                       | -          |
| 03.09.1945 г. | Забайкальский фронт                 | 12-я воздушная армия | -                                       | -          |
| 10.09.1945 г. | Забайкальско-Амурский военный округ | 12-я воздушная армия | -                                       | -          |
| 01.10.1945 г. | Приморский военный округ            | 9-я воздушная армия  | 7-й бомбардировочный авиационный корпус | -          |
| 20.02.1949 г. | Приморский военный округ            | 54-я воздушная армия | 83-й смешанный авиационный корпус       | -          |
| 15.09.1950 г. | Приморский военный округ            | 54-я воздушная армия | -                                       | -          |
| 01.01.1955 г. | Приморский военный округ            | 54-я воздушная армия | -                                       | -          |

## Части и отдельные подразделения дивизии
За весь период своего существования боевой состав дивизии не претерпевал изменения:
| Период                  | Наименование                          | Вооружение                               |
| ----------------------- | ------------------------------------- | ---------------------------------------- |
| 15.08.1942 — 01.10.1945 | 942-й истребительный авиационный полк | Чита-I, Як-7б, Як-9, передан в 245-ю иад |
| 27.07.1942 — 01.07.1944 | 64-й штурмовой авиационный полк       | Горекацан, Ил-2, убыл в 182-ю шад        |
| 27.07.1942 — 1955       | 78-й штурмовой авиационный полк       | Ил-2, Ил-10                              |
| 02.07.1943 — 1955       | 258-й штурмовой авиационный полк      | Ил-2, Ил-10                              |
| 01.11.1943 — 1955       | 291-й штурмовой авиационный полк      | Содовый заводИл-2, Ил-10                 |
| 1946 — 1947             | 829-й штурмовой авиационный полк      | Ил-2                                     |
| 1943 —                  | 967-й штурмовой авиационный полк      | Домно (Домна), Ил-2М                     |

### Боевой состав на 3 сентября 1945 года

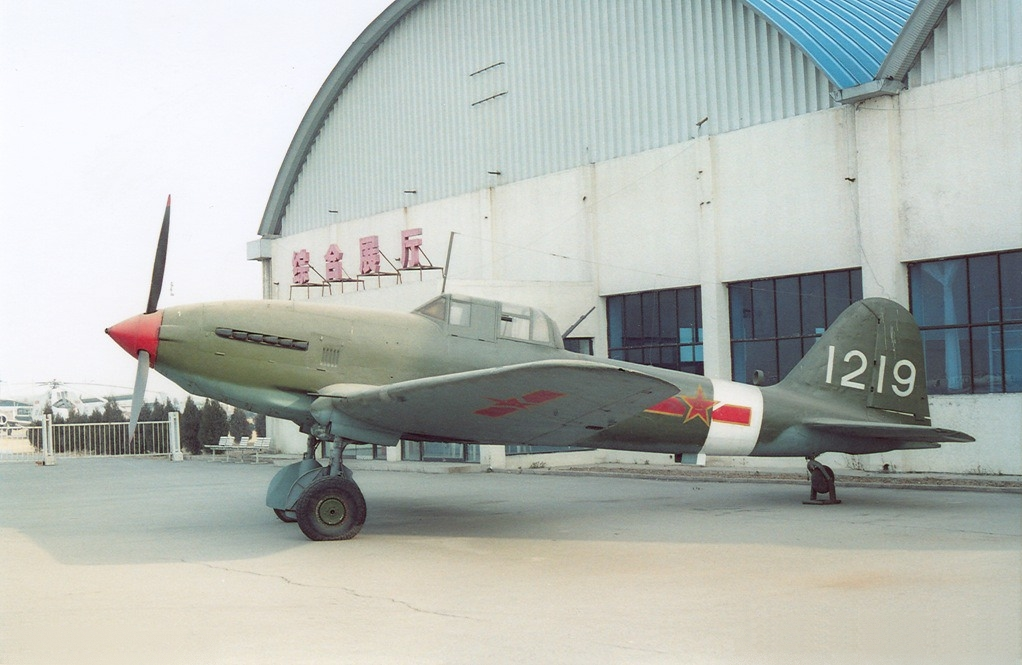
Ил-10 в музее Китая

| Наименование                          | Вооружение, Базирование |
| ------------------------------------- | ----------------------- |
| 942-й истребительный авиационный полк | Як-9, Монголия          |
| 846-й штурмовой авиационный полк      | Ил-2, Монголия          |
| 967-й штурмовой авиационный полк      | Ил-2, Монголия          |
| 291-й штурмовой авиационный полк      | Ил-2, Монголия          |

## Эпизоды боевых действий
- 20 августа 1945 года пара Як-9 942-го иап 248-й шад произвела перехват американского бомбардировщика Consolidated B-24 Liberator, разбрасывавшего агитационные листовки, и принудила его к посадке на аэр. Мукден.

## Участие в операциях и битвах
- Хингано-Мукденская наступательная операция — с 9 августа 1945 года по 2 сентября 1945 года.
- Маньчжурская операция — с 9 августа 1945 года по 2 сентября 1945 года.

## Почётные наименования
248-й штурмовой авиационной дивизии за отличия в боях в ходе Хингано-Мукденской операции 14 сентября 1945 года присвоено почётное наименование «Порт-Артурская»

## Благодарности Верховного Главнокомандующего
Дивизии за овладение всей Маньчжурией, Южным Сахалином и островами Сюмусю и Парамушир из группы Курильских островов, главным городом Маньчжурии Чанчунь и городами Мукден, Цицикар, Жэхэ, Дайрэн, Порт-Артур объявлена благодарность.

## Базирование
| Период         | Место базирования             |
| -------------- | ----------------------------- |
| 10.1945 — 1950 | Цзиньчжоу (Китай)             |
| 1950 — 1955    | Воздвиженка (Приморский край) |